# Bobby (2006)
Bobby (Alternativtitel: Bobby – Der letzte Tag von Robert F. Kennedy und Bobby – Sie alle hatten einen Traum) ist ein US-amerikanisches Filmdrama von Emilio Estevez aus dem Jahr 2006. Der Film zeigt fiktive Ereignisse im Ambassador Hotel in Los Angeles in der Nacht zum 5. Juni 1968.

## Handlung
Der Film spielt am 4. Juni 1968 und praktisch ausschließlich im Ambassador Hotel. Für den Abend hat sich Senator Robert F. Kennedy – von seinen Verehrern nur Bobby oder in Anlehnung an seinen Bruder John F. Kennedy RFK genannt – für die Feier der Vorwahlen zur im November 1968 anstehenden US-Präsidentschaftswahl angekündigt. Während im Hotel die Vorbereitungen für den Abend auf Hochtouren laufen, haben einige der Hotelgäste zwar andere Sorgen, doch dem Trubel um Kennedy kann und will sich niemand entziehen.
Da ist zunächst John Casey. Casey wird nicht müde, von früheren Zeiten zu erzählen. Bereits bei der Eröffnung des Hotels im Jahre 1921 war er Türsteher und lernte im Laufe der Jahre viele Hollywood-Größen kennen. Auch wenn er mittlerweile pensioniert ist, zieht es ihn nach dem Tod seiner Frau immer wieder in das Hotel zurück, und wenn es nur zu einer Partie Schach mit seinem alten Freund Nelson ist.
Als der Küchenhelfer José seinen Dienst antritt, erwartet ihn eine böse Überraschung. Mal wieder soll er eine Doppelschicht schieben und bis Mitternacht durcharbeiten. Er ärgert sich besonders, weil er Eintrittskarten für ein Spiel der LA Dodgers hat, das er eigentlich mit seinem Vater besuchen wollte. Als er seinem Kollegen Miguel davon erzählt, erklärt dieser ihm, dass die Mexikaner jetzt die neue Randgruppe seien, und schlägt ihm vor, die Karten zu verkaufen.
Rassismus ist auch das Thema eines Gesprächs zwischen Personalleiter Daryl und Hoteldirektor Paul. Daryl hat sämtliche mexikanische Mitarbeiter für Doppelschichten eingeteilt, so dass sie nicht an den Vorwahlen teilnehmen können, mit der Begründung, dass die eine Hälfte ohnehin illegal im Land sei und die andere kaum Englisch spreche. Doch Paul möchte erreichen, dass alle Bürger an der Wahl teilnehmen können. Deshalb fordert er Daryl auf, den Beschäftigten auch auf Spanisch schriftlich mitzuteilen, dass sie zur Wahl gehen dürfen und diese Zeit auch bezahlt wird. Anschließend feuert er Daryl.
Die junge Diane besucht das Maniküre-Studio des Hotels, welches von Miriam, der Frau des Hoteldirektors Paul, geleitet wird. Die Frauen kommen ins Gespräch und Diane erzählt, dass sie an diesem Tag heiraten wird, um ihren Freund William davor zu bewahren, in den Vietnam-Krieg geschickt zu werden. Die Hoffnungen gerade der jüngeren Leute ruhen auch in dieser Hinsicht auf Bobby Kennedy, der angekündigt hat, den Vietnam-Krieg schnellstmöglich zu beenden, sollte er Präsident werden.
Um genau das zu erreichen, haben die Mitarbeiter von Kennedys Wahlkampfteam alle Hände voll zu tun. Wade und Dwayne schicken auch am Wahltag ihre Leute von Haustür zu Haustür, um möglichst viele Stimmen für Kennedy zu erzielen. Auch die beiden freiwilligen Helfer Cooper und Jimmy, die beim Frühstück noch mit der Kellnerin Susan flirten, gehören zum Team – denn auch ihnen droht Vietnam, wenn sie einberufen werden. Doch statt von Haustür zu Haustür zu gehen, suchen sie lieber den Dealer Fisher auf, um sich dort einen Joint zu besorgen. Fisher überredet die beiden jedoch, zur Abwechslung LSD auszuprobieren.
Ebenfalls zu den Hotelgästen gehören die alternde Diva Virginia Fallon, die im Rahmenprogramm für Kennedys Feier auftreten soll, und ihr Mann Tim. Tim hat eigentlich genug vom Auftreten seiner Frau – nicht zuletzt, weil er ständig ihren Hund Gassi führen darf –, kann sich jedoch nicht von ihr trennen, da sie diejenige ist, die das Geld in die Ehe gebracht hat. Stattdessen flüchtet er sich in Gespräche mit John Casey, den er als Stammgast des Hotels schon lange kennt. Ebenfalls zu den Stammgästen zählen das Ehepaar Jack und Samantha, die zu Kennedys Unterstützern gehören und extra für diese Feier angereist sind. Samantha stellt jedoch fest, dass sie passende Schuhe vergessen hat. Jack versteht zwar nicht, warum die Schuhe unbedingt passend zum Kleid sein müssen, liebt seine Frau jedoch viel zu sehr, um ihr etwas abschlagen zu können.
Kennedys Wahlkampfmanager Wade muss derweil die tschechoslowakische Journalistin Lenka abschütteln, die unbedingt ein kurzes Interview mit Bobby führen will. Nicht einmal Wades Erklärung, dass der Senator unmöglich ein Interview für eine „kommunistische Zeitung“ geben könne, schreckt die hartnäckige Frau ab. Zum Leidwesen der Hotelangestellten, denen sie mittlerweile ebenfalls aufgefallen ist, versucht sie immer wieder aufs Neue ihr Glück.
In der Küche entbrennt unter den Angestellten – besonders Küchenchef Edward und Miguel – ein heftiger Streit über das Thema Rassismus. José ist zwischen seinem Freund Miguel und seinem Vorgesetzten hin- und hergerissen und hält sich so weit wie möglich aus der Diskussion heraus. Zwischen seinen und Edwards Ansichten gibt es jedoch viele Übereinstimmungen. Als sich die beiden später noch unter vier Augen unterhalten, schenkt er Edward schließlich die Karten für das Dodgers-Spiel. Miguel hat José unterdessen ein Transistorradio besorgt, damit dieser das Spiel wenigstens hören kann.
Während William und Diane heiraten und Jimmy und Cooper versuchen, mit den Folgen ihres ersten Trips fertigzuwerden, steuert alles auf den großen Höhepunkt des Abends zu. Wade, dem zwischenzeitlich die ersten Wahlergebnisse vorliegen, gibt bekannt, dass Kennedy mit überragender Mehrheit vorn liegt. Kennedy selbst hält eine flammende Rede vor seinen Anhängern, bevor er das Hotel durch die Küche verlassen will. Doch während er dort mit einigen Angestellten spricht, taucht in der Menge Sirhan Bishara Sirhan auf und feuert mehrfach auf ihn. Nicht nur Kennedy selbst, sondern auch Cooper, Jimmy, Daryl, Samantha und William werden von den Kugeln getroffen. José, der Kennedy am nächsten steht, hält den Kopf des Schwerverletzten und gibt ihm seinen Rosenkranz. Der Einzige, der in diesem Moment einen kühlen Kopf behält, ist Wade. Er erkundigt sich bei den Gästen, ob ein Arzt anwesend ist. Die schnell eintreffenden Rettungskräfte bringen Kennedy ins Krankenhaus und versorgen die restlichen Verletzten, während die Menge unter Schock steht. In der Schlussszene in der Küche finden sich – mit Ausnahme von Casey und Nelson – alle Personen ein, um die es vorher im Film ging.

## Kritiken
- Ray Bennett bezeichnete den Film im Hollywood Reporter als „sentimental“ und „nostalgisch“. Er lobte die Kameraarbeit, den Schnitt und die Filmmusik.[1]
- Kai Mihm in epd Film 3/2007, S. 42: „Der Film erzählt – unaufgeregt, ohne plakative Effekte und große Gesten […] Estevez geht es dabei weniger um die Analyse der politischen Hintergründe als vielmehr um ein Stimmungsbild der Gesellschaft.“
- Die Filmzeitschrift Cinema schrieb: „Die einzelnen Erzählstränge sind von unterschiedlicher Qualität, einige wären gar völlig verzichtbar, andere sind bizarr und hochdramatisch. In allen von ihnen geht es um Vertrauen, Toleranz, den Glauben an eine bessere Zukunft, häufig auch um das Scheitern selbst auferlegter Ansprüche. […] Emotionsvoller Ensemblefilm über eine der schwärzesten Stunden Amerikas – reif und symbolgeladen“.[2]

## Auszeichnungen
Estevez und sein Film nahmen 2006 am Wettbewerb um den Goldenen Löwen der Internationalen Filmfestspiele von Venedig teil. Bei Verleihung der Golden Globe Awards am 15. Januar 2007 erhielt Bobby Nominierungen als bestes Filmdrama und für den besten Filmsong (Never Gonna Break My Faith). Bei den Screen Actors Guild Awards 2007 wurde der Film in der Kategorie „Bestes Schauspielensemble“ nominiert.
Die Deutsche Film- und Medienbewertung FBW in Wiesbaden verlieh dem Film das Prädikat wertvoll.

## Hintergrund
Die Dreharbeiten fanden in Kalifornien statt und dauerten 35 Tage. Viele der Filmaufnahmen entstanden im Ambassador Hotel, dem Original-Schauplatz des Kennedy-Attentats, mit dessen Abriss nur wenige Stunden nach Ende der Dreharbeiten begonnen wurde. Die gesamten Produktionskosten von Bobby werden auf weniger als 10 Millionen US-Dollar geschätzt.
Die Weltpremiere des Films erfolgte am 5. September 2006 auf den Internationalen Filmfestspielen von Venedig. Am 8. September 2006 wurde der Film auf dem Deauville Film Festival gezeigt; am 14. September 2006 – auf dem Toronto Film Festival. In Deutschlands Kinos startete der Film am 8. März 2007. Der Leih-DVD-Start war am 11. September 2007, seit dem 12. Oktober 2007 ist auch die Kauf-DVD erhältlich.

### Filmmusik
Der Soundtrack des Films besteht zum größten Teil aus Titeln der 1960er Jahre, darunter beispielsweise Come See About Me von The Supremes, Tuesday Afternoon von The Moody Blues, I Was Made to Love Her von Stevie Wonder oder The Sound of Silence sowie das Instrumentalstück Anji von Simon & Garfunkel. 
Neu aufgenommen wurden zum einen der Titel Louie, Louie, welcher von Demi Moore gesungen wird, und zum anderen der Song Never Gonna Break My Faith, gesungen von Aretha Franklin und Mary J. Blige sowie dem Boys Choir of Harlem. Für die Filmmusik ist der Komponist Mark Isham verantwortlich. Ebenfalls auf dem Soundtrack enthalten ist der Teil einer Originalrede von Robert F. Kennedy.

### Historische Genauigkeit
Nur wenige Szenen des Films entsprechen den realen Ereignissen. Mit Ausnahme von Bobby und Ethel Kennedy sowie Sirhan Bishara Sirhan sind alle Personen fiktiv. Dies gilt auch für die Verletzten. Zwar wurden bei dem Attentat auch fünf andere Personen verletzt, diese wurden jedoch nicht im Film porträtiert. Die Bilder des Küchenhelfers, der nach dem Attentat Kennedys Kopf hielt und ihm den Rosenkranz gab, gingen seinerzeit um die Welt; die Figur des José ist jedoch ebenfalls eine Erfindung.
Bobby Kennedy wird nur in wenigen Szenen von Darsteller Dave Fraunces gespielt, die meisten Szenen mit ihm sind Archivmaterial von Reden und Wahlkampfveranstaltungen. Einige Sequenzen des Films sind ebenfalls mit Reden unterlegt.